# San Francisco de la Palmita
San Francisco de la Palmita är en ort i Mexiko.   Den ligger i kommunen Guadalupe Victoria och delstaten Durango, i den centrala delen av landet, 800 km nordväst om huvudstaden Mexico City. San Francisco de la Palmita ligger 2 089 meter över havet och antalet invånare är 179.
Terrängen runt San Francisco de la Palmita är platt åt sydväst, men åt nordost är den kuperad. Terrängen runt San Francisco de la Palmita sluttar österut. Runt San Francisco de la Palmita är det mycket glesbefolkat, med 5 invånare per kvadratkilometer. Närmaste större samhälle är Guadalupe Victoria, 17,3 km söder om San Francisco de la Palmita. Omgivningarna runt San Francisco de la Palmita är i huvudsak ett öppet busklandskap.